# Стадион Ранкоф
Стадион Ранкоф је вишенаменски спортски објекат у округу Хирцбрунен у швајцарском граду Базелу, који укључује и фудбалски стадион. Објекат је реконструисан између 1993. и 1995. године. Прва званична фудбалска утакмица и уједно и отварање стадиона се догодила 30. септембра 1923. Утакмица је била између Нордштерна и Конкордије Прва званична интернационална утакмица, пред 15.000 гледалаца, је одиграна 21. априла 1924. године. Утакмица је била између репрезентација Швајцарске и Данске. Швајцарска је победила са 2 : 0.
Стадион Ранкхоф има капацитет од 7.600 места, од којих је 1.000 седећих и 6.600 стојећих. Највећа посећеност старог стадиона била је око 30.000 гледалаца. Реконструкција стадиона извршена је између 1993. и 1996. године. Трибине су усмерене према југу и гледају на травнати терен. Северна страна стадиона је цела направљена од стакла како би се заштитила од ветра. Димензије терена су 100 x 64 метра, са травнатом подлогом и осветљењем. Постоји и други терен северно од главне трибине, исте величине, који такође има осветљење. Ранкхоф располаже са четири тренинг терена и једним синтетичким, сви са осветљењем. У склопу комплекса налази се и фискултурна сала и шест тениских терена.
Стадион Ранкхоф је домаћи терен ФК Нордстерн Базел, ФК Базел У-21 и америчког фудбалског клуба Базел Гладијаторс. До завршетка сезоне 2008/09, служио је као домаћи терен за ФК Конкордија Базел.

## Историја стадиона
На дан 21. марта 1901. године, основано је радничко удружење Клајнбазела под називом „Фусбалклуб Нордштерн”. Након дуготрајне потраге, клуб је 1922. године изнајмио простор у Ранкофгуту од градских гасовода и водовода. Чланови клуба су са десетинама хиљада сати напорног рада углавном самостално проширили спортски терен, држећи финансијски терет у прихватљивим границама. Спортски терен Ранкоф је свечано отворен у недељу, 30. септембра 1923. године, утакмицом против „ФК Конкордија”, коју је „Нордштерн” победио резултатом 5-2. Ранкхоф је био посебан због своје величине терена од 110 × 75 метара, што га је чинило највећим на свету, а „ФК Нордштерн” је то тактички користио за трчање крила и промене страна.
У 1937. години, Базелски гасовод и водовод су желели да раскину уговор о закупу са ФК Нордстерн, јер је спортски објекат требало да уступи место за развој великих размера. Међутим, овај план је био могуће спречити.
Године 1954. егзистенција стадиона је поново била угрожена: од 1924. до 1953. године у Ранкофу је одржано укупно 14 међународних фудбалских утакмица и разних других великих догађаја. Са отварањем новог стадиона Ст. Јакоб, ови догађаји су се преселили тамо, што је значило да је ФК Нордштерн изгубио важан финансијски стуб. Иако је основана стадионска задруга која је била независна од клуба и преузела дугове „ФК Нордштерн“, овај се никада није успео ослободити овог дужничког терета. Када се „ФК Нордштерн” 1978. након 35 година вратио у Националну лигу А, стадион је морао да буде опремљен теренским осветљењем, што је довело до додатног задужења. А када је „Нордштерн” после једне сезоне поново испао, финансије више нису биле довољне ни за одржавање терена, који је на крају преузела држава.
Дана 11. маја 1985. дрвене трибине су се запалиле током фудбалске утакмице у Бредфорду у Енглеској, убивши преко педесет људи. Као резултат ове катастрофе, дрвене трибине Ранкофа су затворене. Инвеститор за стадион није била у могућности да финансира нову зграду. Кантон је 1986. почео да планира нови, државни, полиспортски спортски објекат у Ранкофу. Поред подручја претходног Ранкофа, пројекат је обухватио и подручје суседног „Сатусгрунда“. Радови на изградњи почели су почетком 1993. године, а нови, комплетно урађен, спортски објекат отворен је 18. августа 1996. године. Дуг период изградње је због чињенице да се градња одвијала у фазама како би се током изградње могли наставити смањени спортски радови.

## Име стадиона
„Ранк“ је дијалекатска реч за кривину на путу, кривину. (У стандардном немачком, реч живи као „Ранке“ и „ранкен“.) Назив поља „им Ранк“ је документован на овој локацији још у 16. веку, а сеоско имање „Ранкоф“ се први пут помиње у документима 1792. године, а 1903. године званично је названа „Ранкштрасе“.